# Francisco Javier de Morales
Francisco Javier de Morales y Castejón (* 1696 in Spanien; † 17. Mai 1774 in Lima, Peru) war ein spanischer Offizier und amtierte von 1770 bis 1773 als Gouverneur im Generalkapitanat Chile.
Morales wurde 1696 als Sohn von Francisco Javier de Morales y Arroyo und seiner Ehefrau Juliana María Pérez de Castejón geboren. Sein Vater war Sekretär des Königs im Justizministerium.
Er schlug eine militärische Laufbahn ein. Bis zu seiner Versetzung nach Peru im Oktober 1768 diente er als Hauptmann der Garde-Infanterie. Seine Überfahrt verzögerte sich, da die Flotte durch schwere Stürme nach Spanien zurückgeworfen wurde. 
Durch Verfügung vom Januar 1770 wurde er zum Oberbefehlshaber der Landstreitkräfte befördert und übernahm von Juan de Balmaseda den Auftrag, im Süden Chiles den Krieg gegen die Mapuche zum Erfolg zu führen. Am 17. März übernahm er das Amt des Gouverneurs von Chile. Nachdem die Aufständischen mehr als zweihundert spanische Soldaten in ihre Gewalt gebracht hatten, war Morales gezwungen, den Frieden von Negrete zu unterzeichnen, der die Spanier 8.000 Pesos und mehrere tausend Rinder kostete.
Nach dem Ende des Krieges wurde Agustín de Jáuregui zum Gouverneur berufen. Morales gab sein Amt im März 1773 ab, reiste nach Lima zurück und starb dort bald darauf.